# صموئيل جوردن غراهام
صموئيل جوردن غراهام (بالإنجليزية: Samuel Jordan Graham)‏ هو قاضي أمريكي، ولد في 27 يوليو 1859، وتوفي في 20 يناير 1951.